# Glyphodiscus perierctus
Glyphodiscus perierctus är en sjöstjärneart som beskrevs av Fisher 1917. Glyphodiscus perierctus ingår i släktet Glyphodiscus och familjen ledsjöstjärnor.
Artens utbredningsområde är Filippinerna. Inga underarter finns listade i Catalogue of Life.